# Beat Jans
Beat Jans (Basilea, 12 luglio 1964) è un politico svizzero.
È stato deputato del cantone di Basilea Città nel Consiglio nazionale dal 2010 al 2020 e consigliere di Stato dello stesso cantone dal 2021. Il 13 dicembre 2023 è stato eletto quale 122º consigliere federale della storia, a partire dal 1º gennaio 2024.

## Biografia
Figlio di un fabbro e di una commessa, Beat Jans è cresciuto a Riehen presso Basilea. Dopo un apprendistato come agricoltore, terminato nel 1985, ha conseguito il diploma di perito agrotecnico nel 1987, poi il diploma di scienze ambientali nel 1994 presso il Politecnico federale di Zurigo.
Dal 1987 al 1989 ha lavorato nella collaborazione allo sviluppo di Helvetas ad Haiti e in Paraguay, poi come direttore di Pro Natura dal 1995 al 2010. Ha poi lavorato per la società di consulenza etos dal 2010 al 2014, per poi diventare consulente indipendente nel campo dello sviluppo sostenibile e della comunicazione fino al 2019. Insegna parallelamente all'Università di Basilea dal 2009 al 2018.
Beat Jans è sposato con due figli. Sua moglie Tracy, di origine americana e conosciuta durante un soggiorno alle Hawaii, è una ricercatrice sull'HIV presso lo Swiss Tropical and Public Health Institute a Basilea.

## Percorso politico
Beat Jans si è iscritto al Partito Socialista nel 1998. Divenne presidente del Partito socialista del cantone di Basilea Città nel 2000 e esercitò questa funzione fino al 2005. È vicepresidente del Partito Socialista al livello federale dal 2015 al 2020.
Nel 2001 è stato eletto nel Gran Consiglio del Canton Basilea Città. È stato rieletto due volte, nel 2005 e nel 2009, e si è dimesso nel maggio 2011.
Era candidato al Consiglio nazionale alle elezioni federali del 2007, ma non è stato eletto. È però il candidato non eletto che ha ottenuto il maggior numero di voti nella lista del suo partito, tanto da entrare in Consiglio nazionale nel maggio 2010, dopo le dimissioni di Rudolf Rechsteiner. È stato poi rieletto nel 2011 e nel 2015. È membro della Commissione Ambiente, Pianificazione del Territorio ed Energia dal 2010 al 2020 e della Commissione Economia e Diritti dal 2013 al 2019.
Si è dimesso nel dicembre 2020 dal Consiglio nazionale, dove è stato sostituito da Sarah Wyss, dopo la sua elezione al Consiglio di Stato del cantone di Basilea Città. Dirige lì l'ufficio presidenziale cantonale.
Il 13 dicembre 2023 è stato eletto consigliere federale ed è in carica dal 1º gennaio 2024.